# Рот, Андреа
Андреа Рот (англ. Andrea Roth, род. 30 сентября 1967, Вудсток, Онтарио, Канада) — канадская актриса.

## Жизнь и карьера
Андреа Рот родилась в Вудстоке, Онтарио и начала свою карьеру со съемок в канадских телесериалах конца восьмидесятых.
Рот добилась наибольшей известности по своей роли Джанет Гэвин в телесериале «Спаси меня», где она снималась с 2004 по 2011 год, на протяжении всего периода трансляции шоу. После его завершения у неё была второстепенная роль в сериале «Двойник», а после получила одну из главных ролей в сериале «Революция», однако позже была заменена Элизабет Митчелл. Кроме этого она снялась в фильмах «Война», «Скептик» и «Коллекционер», а также была гостем в таких сериалах как «Остаться в живых», «Голубая кровь» и «Закон и порядок: Преступное намерение».

## Избранная фильмография
- 1992 — Людское семя / Seed People
- 1994 — Робокоп (телесериал) / RoboCop
- 1996 — Перекрёсток миров / Crossworlds
- 2002 — Непостижимый ужас / The Untold
- 2004 — Шоссе смерти / Highwaymen
- 2005 — В погоне за Рождеством / Chasing Christmas
- 2006 — Последний поворот / Last Exit
- 2007 — Война / War
- 2008 — Свадебная лихорадка / Bridal Fever
- 2008 — Клуб вторых жен / The Secret Lives of Second Wives
- 2008 — Мыслить как преступник / Criminal Minds
- 2008 — Остаться в живых / Lost — Харпер Стэнхоуп
- 2009 — Скептик / The Skeptic
- 2009 — Коллекционер / The Collector
- 2009 — Золотое Рождество / A Golden Christmas
- 2010 — Голубая кровь / Blue Bloods
- 2004—2011 — Спаси меня / Rescue Me
- 2011 — Пленница / Committed
- 2012 — Двойник / Ringer
- 2014 — Тёмные тайны / Dark Places
- 2018—2019 — Плащ и Кинжал / Cloak & Dagger